# Гложие
Гложие или Гложе (на сръбски: Гложје или Gložje) е село в Община Босилеград, Сърбия. Има население от 278 жители (по преброяване от септември 2011 г.).

## Етнически състав (2002)
- българи – 53,86%
- сърби – 22,32%
- югославяни – 6,11%
- неопределили се – 5,19%